# 16thLINE art-gallery
16thLINE art-gallery / Галерея 16-я линия — галерея современного искусства в Ростове-на-Дону. Первая ростовская арт-галерея, вышедшая на европейский рынок современного искусства.

## История галереи
16thLINE art-gallery основана в Ростове-на-Дону в 2009 году. Основатель, президент и владелец галереи — Евгений Самойлов.
Галерея располагается в исторической части старого Ростова-на-Дону, на территории бывшей паровой макаронной фабрики купца Налбандова, одном из крупнейших предприятий дореволюционного города. Во время Второй мировой войны здесь находилось бомбоубежище, а затем пищевая фабрика «Донмакаронпром».
Экспозиционная площадь галереи составляет 300 м² и занимает 2 этажа. На территории галереи, помимо выставочного пространства, расположены библиотека по искусству, ресторан высокой кухни и винный бар с винотекой.
В июне 2012 года в галерее современного искусства 16th LINE прошёл Второй фестиваль современной драматургии «Ростовские чтения — 2012», организованный Международным культурно-театральным центром «Миникульт». Фестиваль был открыт читкой пьесы «Хозяин кофейни» белорусского драматурга Павла Пряжко.
В августе 2012 года галерея провела на территории бывшей макаронной фабрики, расположенной рядом с 16thLINE, Фестиваль уличного искусства, который объединил несколько выставок и проектов, включая лекции, концерты, перформансы, конкурс граффити. Каждые выходные проводились лекции об уличном искусстве, которые читали специалисты из Москвы, Санкт-Петербурга, Екатеринбурга, Перми, Ташкента и других городов.
В августе 2012 года было объявлено, что 16thLINE art-gallery и МТКЦ Minicult выступили учредителями негогсударственного театра «18+», который планировалось открыть в ноябре этого же года на территории бывшей макаронной фабрики. Театр «18+» намерен ориентироваться на современную драматургию, с которой не решаются работать традиционные театры. Художественным руководителем «18+» станет Юрий Муравицкий.
В августе 2012 года в галерее 16thLINE в рамках фестиваля уличного искусства «Макаронная фабрика» состоялся показ видеоверсии спектакля «Арт Амнистия», созданного заключёнными колонии N 10 Ростова-на-Дону под руководством драматургов Вячеслава Дурненкова (Тольятти), Марии Зелинской (Ростов-на-Дону), режиссёров Юрия Муравицкого (Москва) и Ольги Калашниковой (Ростов-на-Дону) в рамках проекта «Арт-Амнистия».
В сентябре 2012 года галерея участвовала в международной ярмарке «VIENNAFAIR The New Contemporary», где представляла Россию в числе семи галерей: московские «Триумф», Pop/off/art, Pecherskiy Gallery, «Галерея 21», петербургские Галерея Марины Гисич и Anna Nova, а также 16thLINE art-gallery.
31 января 2013 года был открыт театр «18+». Во время открытия была представлена первая премьера — документальный трэш-мюзикл «Папа» в постановке Юрия Муравицкого по пьесе Любови Мульменко, а также выставка арт-группы «СИТО» в арт-пространстве «MAKARONKA».
В марте 2013 года галерея приняла участие в лондонской международной арт-ярмарке «ART13». На ярмарке галереей были представлены 16 работ российских художников: Александра Селиванова, Алексея Хамова, Владимира Анзельма, Александра Сигутина и Марии Богораз.
В конце марта 2013 года галерея приняла участие в парижской международной арт-ярмарке «Art Paris Art Fair» в Гран Пале. Помимо 16thLINE art-gallery в выставке участвовали московские Grinberg Gallery, «Эритаж», Galerie Iragui, Pecherskiy Gallery, pop/off/art, петербургские Галерея Марины Гисич (совместно с Ural Vision Gallery, Екатеринбург) и «Эрарта», владивостокская «Арка».
В июле 2014 года стало известно, что пятиуровневое здание общей площадью 1000 м², в котором работает галерея современного искусства 16th LINE, выставлено на продажу. Озвученная цена, 100 млн рублей, по мнению экспертов, завышена, а здание могут купить для размещения офисов или квартир. Все запланированные ранее выставки галереи будут перенесены в расположенное рядом арт-пространство «Макаронка», где сейчас сотрудники делают небольшую перезагрузку и с сентября 2014 года начнут работать вновь.
В данный момент галерея продолжает работу. В ноябре 2014 года здесь прошёл I Южный Антикварный Салон (ЮАС), который объединил антикварные галереи и частных дилеров Юга России. В апреле 2015 года состоялся II Южный Антикварный Салон. Следующая выставка намечена на осень 2015 года.

## Коллекция галереи
В коллекции галереи на 2012 год находилось более 300 произведений, среди которых как работы классиков XX века (Давид Бурлюк, Сальвадор Дали, Эрнст Неизвестный, Пабло Пикассо, Марк Шагал), так и современных художников (Владимир Анзельм, Александр Виноградов и Владимир Дубоссарский, Валерий Кошляков, Анатолий Осмоловский, Александр Сигутин, Авдей Тер-Оганьян, Юрий Шабельников, Михаил Шемякин и др.).

## Наиболее значимые проекты
- 2014 — Владимир Анзельм, «Гео-Гелиополис».[18]
- 2012 — Зигмар Польке, «Музыка неизвестного происхождения». На основе коллекции штутгартского Института связей с зарубежными странами[2][19][20].
- 2012 — «Berlin tut gut!», совм. с галереей Contemporary Fine Arts (Берлин).[21][22][23][24]
- 2011 — «Заложники пустоты», совм. с Государственной Третьяковской галереей.[25][26]
- 2011 — Фестиваль видео-арта «MOVE your LINE».[27][28]

## Ресторан и винотека
По итогам дегустаций 2012 года независимый винный клуб Владимира Цапелика, присуждая награды участникам российского винного рынка, присудил титул лучшего винного ресторана России 16thLINE.
В мае 2014 года стало известно о закрытии ресторана «16ThLine». Евгений Самойлов сообщал, что ведёт переговоры о продаже, однако стоимость ресторана назвать отказался. Заявленный объём инвестиций, по словам Самойлова, при открытии 16thLINE составил более 100 миллионов рублей.